# Kościół Najświętszej Maryi Panny Nieustającej Pomocy w Białymstoku
Kościół Najświętszej Maryi Panny Nieustającej Pomocy w Białymstoku – rzymskokatolicki kościół parafialny należący do parafii pod tym samym wezwaniem (dekanat Białystok – Białostoczek archidiecezji białostockiej).
Budowa świątyni według projektu inżyniera architekta Andrzeja Nowakowskiego została rozpoczęta w sierpniu 2000 roku przez księdza Grzegorza Boraczewskiego. Kaplica, będąca dolnym poziomem przyszłego kościoła, została poświęcona w dniu 23 grudnia 2000 roku i od tego czasu odprawiane są w niej nabożeństwa parafialne. W dniu 29 czerwca proboszczem parafii został mianowany ksiądz Leszek Czerech. Wiosną 2009 roku pod jego kierownictwem parafianie podjęli trud realizacji kolejnego etapu budowy świątyni. W 2012 roku został wmurowany kamień węgielny pod budowę zasadniczej części kościoła. Świątynia górna jest budowana na kształt sześciokąta ze ścianami wyłożonymi żółtą i czerwoną cegłą. Wieża będzie miała 43 metry, a na wysokości 30 metrów został zaprojektowany punkt widokowy. Obecnie trwają prace nad ukończeniem ścian i stropu kościoła.